# Classe Gowind
La classe Gowind est une famille de corvettes et de patrouilleurs hauturiers (ou Offshore Patrol Vessel, OPV) développée par DCNS (devenu Naval Group) en service dans la Marine nationale de 2012 à 2018, dans la Marine égyptienne depuis 2017, dans la Marine argentine depuis 2018, dans la Marine émirati depuis 2023 et dans la Marine sénégalaise depuis 2023 également.

## Développement

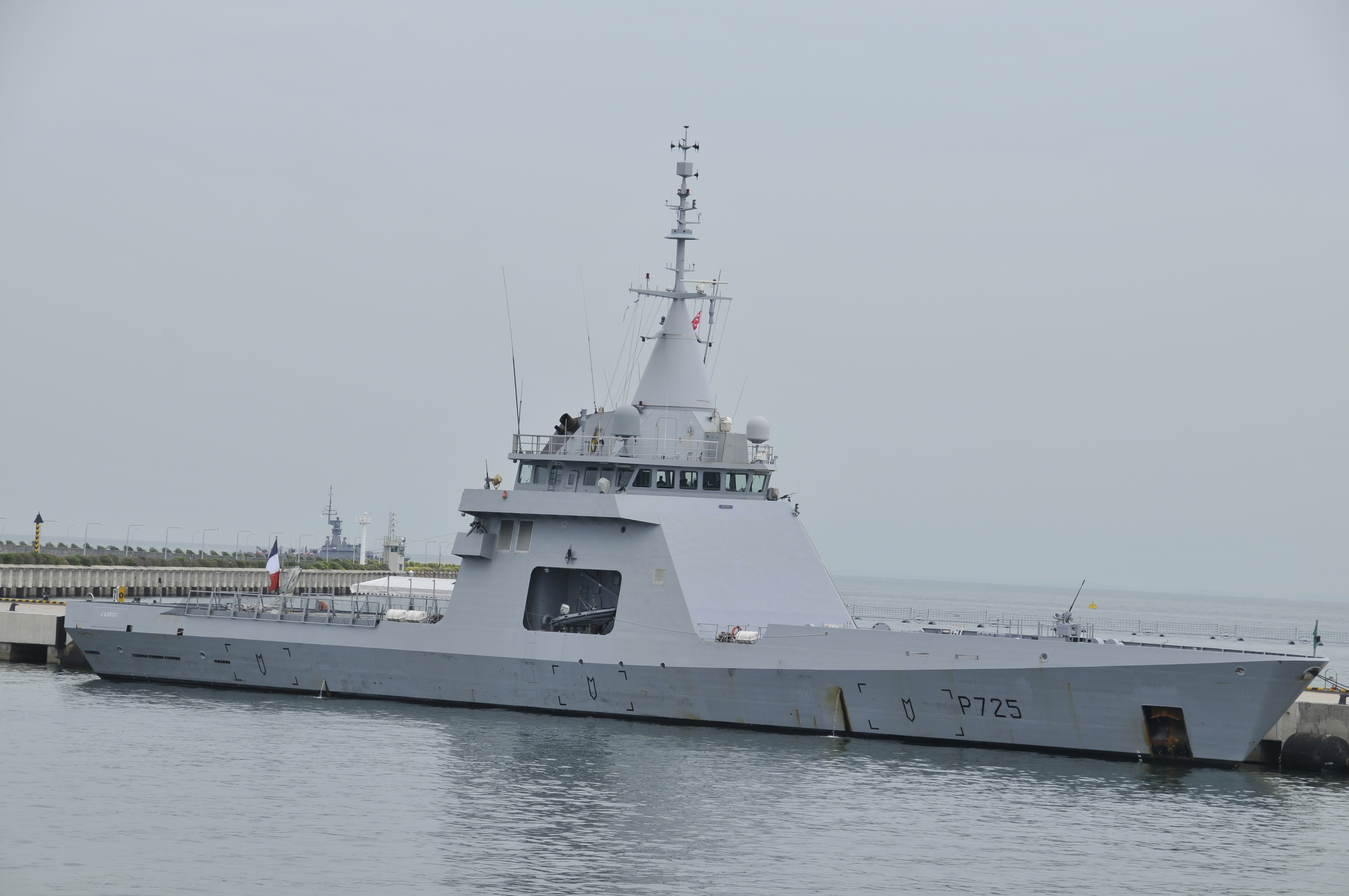
L'Adroit sous couleurs françaises à Singapour en 2013.

Dès 2006, DCNS réfléchit à une gamme de corvettes lourdement armées mais les clients potentiels semblent s'intéresser à des navires plus économiques, ce qui conduit DCNS à modifier ses projets. Ainsi en 2009, la famille Gowind propose des navires de 40 m à 107 m, d'un déplacement de 550 t à 2 400 t.
Par ailleurs, un démonstrateur de type OPV 90, L'Adroit construit sur fonds propres de DCNS, est mis à flot le 18 mai 2011, et mis à disposition de la Marine nationale pendant trois ans permettant à cette classe d'obtenir sa qualification « éprouvé en opérations ». La Marine nationale manquant d'unités de ce type, cette mise à disposition a été prolongée jusqu'en 2018.
En 2013, DCNS et Piriou créent une entreprise commune Kership afin de répondre aux commandes potentielles, car le site de Lorient est déjà occupé par les commandes de frégates FREMM de la Marine nationale. Cette filiale permet de proposer une plus grande modularité, en étoffant la gamme de nouveaux patrouilleurs.
- Corvette Gowind 2500, longueur 102,0 m, déplacement 2 400 t.
- Corvette Gowind 1000, longueur 87,0 m, déplacement 1 500 t.
- Patrouilleur de haute mer OPV 90, longueur 87,0 m, largeur 13,6 m, déplacement 1 500 t.
- Patrouilleur de haute mer OPV 75, longueur 77,0 m, largeur 12,5 m, déplacement 1 400 t[3].
- Patrouilleur de haute mer OPV 70, longueur 72,5 m, largeur 12,5 m, déplacement 1 250 t[4].
- Patrouilleur de haute mer OPV 58, longueur 58,2 m, largeur 9,5 m, , déplacement 550 t[5].
- Patrouilleur de haute mer OPV 52, longueur 52,0 m, largeur 9,0 m, déplacement 440 t[6].
- Patrouilleur de haute mer OPV 45, longueur 45,7 m, largeur 8,4 m, déplacement 270 t[7].

La corvette Gowind 2500, jauge 2 400 t pour 107 mètres de long. Équipée d’une propulsion diesel-électrique, avec une puissance de 10 MW, cette corvette affiche une vitesse maximale de 25 nœuds, le rayon d'action étant de 3 700 nautiques à 15 nœuds. Armée par un équipage de 65 marins, elle offre des logements pour quinze passagers supplémentaires, pouvant constituer le détachement aérien. Elle dispose d'un hangar pour hélicoptère de 10 t et d'une zone d'envol capable de ravitailler des hélicoptères lourds. L'armement est basé sur un système surface-air VL MICA (seize missiles), huit missiles antinavires Exocet MM40 Block 3, une tourelle de calibre 76 mm, deux canons de 20 mm et des tubes lance-torpilles. Elle dispose d’un sonar de coque de la famille Kingklip, ainsi qu’un sonar remorqué Captas 2.

## Bâtiments de la classe Gowind

### Marine française
Mis à disposition par DCNS à la Marine nationale, L'Adroit a quitté son port base de Toulon en mai 2012 pour conduire ses premières missions de police des pêches et de sécurité maritime. La mise à disposition par DCNS devait se terminer en septembre 2014 mais a été prolongée jusqu'à l'été 2015, puis jusqu'à l'été 2016, une nouvelle fois jusqu'à l'été 2017 et une dernière fois jusqu'en 2018. Le navire est restitué à Naval Group le 31 août 2018.
| Type   | no   | Nom      | Mise sur cales | Mise à l'eau | Mise en service | Désarmée                                | Chantier naval       | Base navale | Destination                         |
| ------ | ---- | -------- | -------------- | ------------ | --------------- | --------------------------------------- | -------------------- | ----------- | ----------------------------------- |
| OPV 90 | P725 | L'Adroit | 7 mai 2010     | 17 juin 2011 | 19 mars 2012    | Restituée à Naval Group le 31 août 2018 | Naval Group, Lorient | Toulon      | Vendu en 2018 à la Marine argentine |

### Marine argentine

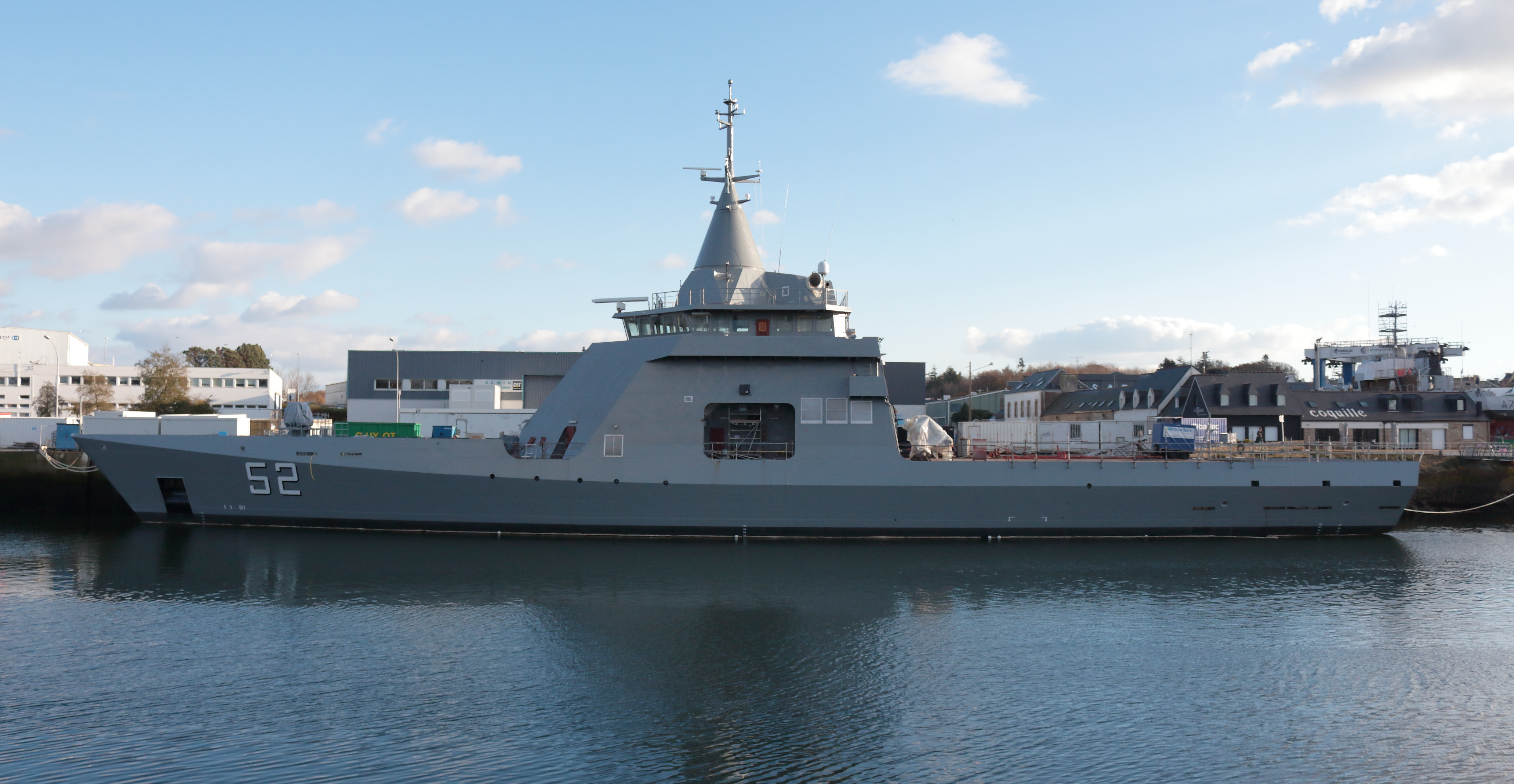
Le Piedrabuena en finition à Concarneau en 2020.

Le 6 avril 2018 le ministre des Affaires étrangères Jean-Yves Le Drian annonce que l'Argentine va acquérir quatre corvettes OPV 90 classe Gowind. Trois de ces bâtiments seront construits par Kership à Lorient  et Concarneau ; la quatrième unité est L'Adroit (renommée Bouchard, en hommage au corsaire Hippolyte Bouchard), un OPV construit par DCNS sur fonds propres et mis à disposition de la Marine nationale française depuis 2011 qui sera racheté et adapté. Après avoir trouvé un accord sur les modes de financement par les banques Crédit agricole, Natexis et Banco Santander, le contrat définitif d'un montant de 319 millions d'euros est signé le 29 novembre 2018.
| Type  | n° | Nom         | Chantier naval      | Mise sur cales | Lancement         | Admis au service | Base navale   | Caractéristiques                                         |
| ----- | -- | ----------- | ------------------- | -------------- | ----------------- | ---------------- | ------------- | -------------------------------------------------------- |
| OPV90 | 51 | Bouchard    | Naval Group Lorient | 7 mai 2010     | 17 juin 2011      | 6 décembre 2019  | Mar del Plata | Déplacement: 1 500 t Armement: canon télé-opéré de 30 mm |
| OPV90 | 52 | Piedrabuena | Piriou Concarneau   | 19 avril 2019  | 1er octobre 2020  | 13 avril 2021    | Mar del Plata | Déplacement: 1 500 t Armement: canon télé-opéré de 30 mm |
| OPV90 | 53 | Storni      | Kership Lorient     | 2019           | 10 mai 2021       | 13 octobre 2021  | Mar del Plata | Déplacement: 1 500 t Armement: canon télé-opéré de 30 mm |
| OPV90 | 54 | Cordero     | Kership Lorient     | 2020           | 21 septembre 2021 | 13 avril 2022    | Mar del Plata | Déplacement: 1 500 t Armement: canon télé-opéré de 30 mm |

### Marine égyptienne
En juin 2014, Naval Group annonce la commande ferme de quatre corvettes Gowind 2500 pour la marine égyptienne plus deux en option. Le contrat est estimé à un milliard d'euros hors armement, auquel il faut rajouter 400 millions € pour MBDA (VL-Mica, MM40 block 3) et entre 100 et 200 millions € pour NG (torpilles). La construction de la première corvette El Fateh débute à Lorient en 2015 et rejoint Alexandrie, son port d'attache en 2017. La corvette suivante la Port Said, construite à Alexandrie, est lancée en septembre 2018. Les deux dernières sont lancées en 2019 et 2020, la corvette El Moez terminant ses essais en mer en juillet 2022 au moment où la dernière, la Louxor, commençait les siens. À noter que fin 2022 et avant son admission au service cette dernière corvette s'est vu attribuer un nouveau nom, l'Ismailia, le nom de Louxor étant repris pour être donné à un autre navire.
| Type        | n°  | Nom              | Chantier naval                 | Mise sur cales | Lancement         | Admis au service  | Caractéristiques                                                                                                 |
| ----------- | --- | ---------------- | ------------------------------ | -------------- | ----------------- | ----------------- | --- |
| Gowind 2500 | 971 | El Fateh         | Naval Group Lorient            | 15 avril 2015  | 17 septembre 2016 | 22 septembre 2017 | Déplacement: 2 500 t Armement: Otobreda 76 mm 8xExocet 16xMICA Tube lance-torpilles 2 canons télé-opéré de 20 mm |
| Gowind 2500 | 976 | Port Said        | Al-Tersana Shipyard Alexandrie | 16 avril 2016  | 6 septembre 2018  | 11 janvier 2021   | Déplacement: 2 500 t Armement: Otobreda 76 mm 8xExocet 16xMICA Tube lance-torpilles 2 canons télé-opéré de 20 mm |
| Gowind 2500 | 981 | El Moez          | Al-Tersana Shipyard Alexandrie | juillet 2018   | 12 mai 2019       | 2022              | Déplacement: 2 500 t Armement: Otobreda 76 mm 8xExocet 16xMICA Tube lance-torpilles 2 canons télé-opéré de 20 mm |
| Gowind 2500 | 986 | Louxor/ Ismailia | Al-Tersana Shipyard Alexandrie | 2019           | 14 mai 2020       | 2023              | Déplacement: 2 500 t Armement: Otobreda 76 mm 8xExocet 16xMICA Tube lance-torpilles 2 canons télé-opéré de 20 mm |

### Marine émirienne
Le 9 novembre 2017, le Président Emmanuel Macron annonce que les Émirats arabes unis vont acquérir deux corvettes de la classe Gowind. Le contrat de 750 millions € est signé le 25 mars 2019 pour la construction de deux bâtiments à Lorient.
| Type        | n°   | Nom       | Chantier naval      | Mise sur cales | Lancement       | Admis au service | Base navale | Caractéristiques,                                                         |
| ----------- | ---- | --------- | ------------------- | -------------- | --------------- | ---------------- | ----------- | ------------------------------------------------------------------------- |
| Gowind 2500 | P110 | Bani Yas  | Naval Group Lorient | 2020           | 4 décembre 2021 | 29 novembre 2023 |             | Déplacement: 2 700 t Armement: Exocet 16x VL MICA NG Tube lance-torpilles |
| Gowind 2500 | P111 | El Amarat | Naval Group Lorient | 2020           | 13 mai 2022     | 27 juin 2024     |             | Déplacement: 2 700 t Armement: Exocet 16x VL MICA NG Tube lance-torpilles |

### Marine gabonaise
Le 29 octobre 2014, Piriou et DNCS annoncent avoir vendu un patrouilleur OVP-50 et le patrouilleur La Tapageuse à la marine gabonaise. Mais en 2016 le contrat n'était toujours pas entré en vigueur et ne le sera sans doute jamais, d'autant qu'en 2021 la République populaire de Chine a offert un patrouilleur à la marine gabonaise.

### Marine malaisienne
En décembre 2011, Boustead Naval Shipyard annonce la construction de six frégates dérivées de la Gowind 2500. Ce contrat, d'un montant de 9 milliards de ringgit (2,1 milliards d'euros en 2011) prévoit un transfert de technologie.
En novembre 2019, le ministre de la défense malaisien Mohamad Sabu, affirma publiquement ne pas être satisfait de la qualité du travail de Boustead. En effet, la frégate Maharaja Lela aurait dû entrer en service en avril 2019, mais il est annoncé qu'elle ne sera admise au service, au plus tôt, qu'en 2022. Les retards concernent l'ensemble du programme, si bien que les surcoûts sont évalués à cette date à 1,4 milliard de ringgit (300 millions d'euros en 2019).
Le programme a été relancé en 2023 après que le chantier naval Boustead ait été nationalisé et rebaptisé Lumut Naval Shipyard. En septembre 2024, la phase de design détaillé des bâtiments est achevée et les travaux se poursuivent sur la Maharaja Lela, tête de série du programme, les essais en mer étant annoncés pour 2025.
| Type                                    | n°   | Nom            | Chantier naval                | Mise sur cales   | Lancement    | Admis au service | Base navale | Caractéristiques                                                                            |
| --------------------------------------- | ---- | -------------- | ----------------------------- | ---------------- | ------------ | ---------------- | ----------- | ------------------------------------------------------------------------------------------- |
| Classe Maharaja Lela Type classe Gowind | 2501 | Maharaja Lela  | Boustead Naval Shipyard Lumut | 8 mars 2016      | 24 août 2017 |                  |             | Déplacement: 3 100 t Armement: Bofors 57 mm 16xMICA 8xNSM 6xJ+S 2xcanon télé-opéré de 30 mm |
| Classe Maharaja Lela Type classe Gowind | 2502 | Shariff Mashor | Boustead Naval Shipyard Lumut | 28 février 2017  |              |                  |             | Déplacement: 3 100 t Armement: Bofors 57 mm 16xMICA 8xNSM 6xJ+S 2xcanon télé-opéré de 30 mm |
| Classe Maharaja Lela Type classe Gowind | 2503 | Raja Mahadi    | Boustead Naval Shipyard Lumut | 18 décembre 2017 |              |                  |             | Déplacement: 3 100 t Armement: Bofors 57 mm 16xMICA 8xNSM 6xJ+S 2xcanon télé-opéré de 30 mm |
| Classe Maharaja Lela Type classe Gowind | 2504 | Mat Salleh     | Boustead Naval Shipyard Lumut | 31 octobre 2018  |              |                  |             | Déplacement: 3 100 t Armement: Bofors 57 mm 16xMICA 8xNSM 6xJ+S 2xcanon télé-opéré de 30 mm |
| Classe Maharaja Lela Type classe Gowind | 2505 | Tok Janggut    | Boustead Naval Shipyard Lumut |                  |              |                  |             | Déplacement: 3 100 t Armement: Bofors 57 mm 16xMICA 8xNSM 6xJ+S 2xcanon télé-opéré de 30 mm |
| Classe Maharaja Lela Type classe Gowind | 2506 | Mat Kilau      | Boustead Naval Shipyard Lumut |                  |              |                  |             | Déplacement: 3 100 t Armement: Bofors 57 mm 16xMICA 8xNSM 6xJ+S 2xcanon télé-opéré de 30 mm |

### Marine roumaine
Le 3 juillet 2019, les autorités roumaines annoncent la sélection de Naval Group et de son partenaire Santierul Naval Constanta (SNC) pour la construction à Constanța de quatre corvettes multimissions Gowind. Sont également prévues la modernisation des frégates T22 et la création d’un centre de maintenance et d’un centre de formation. Un désaccord persistant entre Naval Group et son partenaire roumain au sujet de la responsabilité de la construction des quatre corvettes empêchant la conclusion de l'accord-cadre entre eux, la commande est annulée par les autorités roumaines le 8 août 2023.

### Marine sénégalaise
Le 17 novembre 2019, à l'occasion du voyage du Premier ministre Édouard Philippe à Dakar, le président sénégalais Macky Sall annonce la commande pour la marine de son pays de trois patrouilleurs lance-missiles OPV 58S (pour un montant de 205 millions d'euros) et de leurs armements,. Le contrat entre en vigueur en septembre 2020 et la construction s'étend sur 44 mois. Bien armés pour des patrouilleurs, ils sont équipés de missiles anti-navire MARTE MK2/N, d'un système SIMBAD-RC armé de deux missiles Mistral 3 pour la défense aérienne, et d'un canon de 76 mm. Les bâtiments sont construits aux chantiers navals Piriou à Concarneau et Kership Lanester à Lorient. Ces navires – destinés à la surveillance des gisements de gaz et d'hydrocarbures au large du Sénégal – seront les plus importants de la marine sénégalaise et leur maintenance sera effectuée par la coentreprise Piriou-Ngom Sénégal créée en 2017. Le Walo est livré en juillet 2023, suivi du Niani, puis du Cayor en avril 2024, dernier de ces trois navires.
| Type   | Nom   | Chantier naval    | Livraison     | Admis au service | Caractéristiques |
| ------ | ----- | ----------------- | ------------- | ---------------- | --- |
| OPV58S | WALO  | Piriou Concarneau | Juin 2023     | Août 2023        | Déplacement: 650 Tonnes Armement: - 2 rampes missile antinavire Marte MK2/N - 1 rampe missile Simbad-RC - 1 canon de 76 mm - 2 canons de 20 mm - 2 mitrailleuses 12,7 mm |
| OPV58S | NIANI | Piriou Concarneau | Novembre 2023 | Janvier 2024     | Déplacement: 650 Tonnes Armement: - 2 rampes missile antinavire Marte MK2/N - 1 rampe missile Simbad-RC - 1 canon de 76 mm - 2 canons de 20 mm - 2 mitrailleuses 12,7 mm |
| OPV58S | CAYOR | Piriou Concarneau | 16 avril 2024 |                  | Déplacement: 650 Tonnes Armement: - 2 rampes missile antinavire Marte MK2/N - 1 rampe missile Simbad-RC - 1 canon de 76 mm - 2 canons de 20 mm - 2 mitrailleuses 12,7 mm |

### Marine monténégrine
En novembre 2024, le ministère des Armées et la Direction logistique du ministère de la Défense du Monténégro ont annoncé la signature d’un contrat portant sur l’acquisition de deux patrouilleurs hauturiers OPV 60M auprès de Kership pour la Marine monténégrine. Ils auront la « capacité à emporter et déployer des forces spéciales » et disposeront d’équipements de « type drones afin d’étendre les zones d’action et d’influence des navires ». Un « accompagnement étatique », associé au contrat commercial notifié à Kership, sera assuré par la Direction générale de l'Armement [DGA]. Ce soutien concernera « principalement le suivi général du contrat commercial de Kership et la réalisation, en France métropolitaine, d’un suivi qualité selon les méthodes en vigueur à la DGA ».

### Navires comparables
- Classe F-110
- Classe Sigma
- MEKO
- European Patrol Corvette